# Apatania immensa
Apatania immensa är en nattsländeart som beskrevs av Charles William Leng och Yang 1998. Apatania immensa ingår i släktet Apatania och familjen Apataniidae. Inga underarter finns listade i Catalogue of Life.